# Харченко Олесь Миколайович
Ха́рченко Оле́сь Микола́йович (2 листопада 1946 року, Шендерівка, Корсунь-Шевченківський район, Черкаська область) — український співак (тенор), лауреат Шевченківської премії (1985), народний артист УРСР (1987).

## Життєпис
Народився 2 листопада 1946 року в селі Шендерівка на Черкащині. У 1964-65 року проходив навчання при хорі Верьовки під керівництвом С. Є. Павлюченка. Виступав у Державній капелі бандуристів.
У 1968—1971 роках співав у чоловічій капелі, зараз Капела імені Л. М. Ревуцького, у 1973-75 роках у капелі «Думка». З 1975 року у квартеті «Явір». 1982 року випущено першу платівку «Українські народні пісні». 1983-го вирушає у складі колективу на гастролі до Монреалю (Канада). Лауреат Шевченківської премії 1985 року — разом з Володимиром Дідухом, Романом Іванським, Євгеном Пруткіним та Валентином Реусом — за концертні програми 1982—1984 років.
У 1986 році здійснено понад 80 концертів перед ліквідаторами ЧАЕС.
1989 року — гастролі у Вінніпегу (Канада), Американське турне (32 міста, 1996), та в Торонто (Канада). Цього часу виходять два альбоми, видані в Канаді лейблом «Yevshan Records», 4 компакт-диски видано в Україні.
Знято музичні фільми за участю та про колектив «Явора».
- «Співає квартет Явір»,
- «Земля моя світла»,
- «Розцвітає рута-м'ята» (1981),
- «Усмішки Нечипорівки» (1982).

У 1994 році організував створення чоловічого вокального ансамблю «Фавор», при Організації українських націоналістів, в репертуарі якого стрілецькі та повстанські пісні. Та дуету «Олесь та Валентина Харченко». В 1998 році було виконано запис альбому ансамблю «Фавор» «За Україну, за її волю», а в 2006 році «Усе любов'ю зміряне до дна» дуету «Олесь та Валентина Харченко».
У складі «Явору» брав активну участь у Помаранчевій революції.

## Нагороди і відзнаки
1985 - Державна премія імені Тараса Шевченка
1987 - Народний артист України
1988/89 - Почесні грамоти парламентів: Азербайджану, Казахстану, Монголії.
1999 - орден "За заслуги" 3-го ступеня